# Perfect Paths
Perfect Paths est un jeu vidéo de puzzle développé et édité par Hyperbolic Magnetism, sorti en 2014 sur iOS.

## Accueil
- Canard PC : 8/10[1]
- Pocket Gamer : 7/10[2]
- TouchArcade : 4/5[3]